# Halmstad Skateboardklubb
Halmstad Skateboardklubb är en skateboardklubb från Halmstad som bildades 1987. 
Klubben driver två  skateboardparker i Halmstad. Utomhus: Halmstad Arena Skatepark och inomhus: Slottsmöllans Skatepark. Klubben har tidigare drivit inomhusparkerna Bunkern och  skateboardparken på Diezel.

## Historia
1987 bildades Halmstad skateboardklubb av ett gäng åkare och deras föräldrar i stadsdelen bäckagård. En vertramp byggdes vid fritidsgården Gula villan och senare en större mer påkostad vertramp vid Pålsbo fritidsgård. Klubben arrangerade deltävlingar tillsammans med Svenska skateboardförbundet både 1990 och 1992. Under 1993 arrangerades en mindre tävling i en temporär inomhuslokal i Oskarström. Populariteten sjönk dock det året för skateboard i hela världen och ramperna från inomhusparken i Oskarström flyttades till utomhusrampen i Pålsbo.
I mitten av 1990-talet växte skateboardåkningen återigen i Sverige och de då aktiva åkarna i Halmstad gick samman för att kunna påverka sina åkmöjligheter. 1997 skedde en nystart med Halmstad Skateboardklubb.

### Skateparken på Diezel
Den första  skateboardparken i Halmstad där Halmstad Skateboardklubb var involverade låg i Diezels gamla lokaler. Sommaren 1997 invigde dåvarande ordförande Denis Sopovic denna park som höll öppet fram till i början av år 2000.

### Bunkern
Inomhusparken Bunkern öppnade upp 2004 och hade en mindre streetyta samt en miniramp. Bunkern stängde årsskiftet 2012-2013.

### Halmstad Arena Skatepark
I augusti 2011 invigdes den första  skateboardparken i betong i Halmstad. Parken har en stor  streetyta i form av en plaza, samt en stor bowl. Parken har en åkyta på 2000 kvm. 

### Slottsmöllans Skatepark
Den 17 februari 2013 öppnades inomhusparken Slottsmöllans Skatepark. Parken har en stor  streetyta, vertramp, superramp samt en bowl. 

## Styrelse
Halmstad Skateboardklubbs styrelsemedlemmar är:
- Henrik Cederlund, ordförande
- Andreas Lidberg, kassör
- Mathias Sernklo, sekreterare

## Kända åkare & profiler
- Mathias Sernklo - Vertåkare
- Johan Svahn - Eldsjäl och styrelsemedlem